# جون جاكوب أستور السادس
جون جاكوب أستور السادس (بالإنجليزية: John Jacob Astor VI)‏ (و. 1912 – 1992 م) هو نجم اجتماعي أمريكي، ولد في نيويورك، توفي في ميامي بيتش، عن عمر يناهز 80 عاماً.

## التعليم
تعلم في جامعة هارفارد.